# Madre Maria Eletta di Gesù
Madre Maria Eletta di Gesù, al secolo Caterina Tramazzoli (Terni, 28 gennaio 1605 – Praga, 11 gennaio 1663), è stata una religiosa italiana, serva di Dio carmelitana, fondatrice dei monasteri carmelitani scalzi di Vienna, Graz e del monastero carmelitano scalzo di Hradčany a Praga, di cui fu priora.  Il suo corpo incorrotto è ancora conservato in questo luogo..

## Biografia
Nacque nella città di Terni il 28 gennaio 1605 nella famiglia di un nobile decaduto,  ebbe come sostenitore della spiritualità di S. Teresa d'Avila (1515–1582) lo zio mons. Angelo Tramazzoli, rettore della locale chiesa di S. Giovanni Evangelista e cofondatore del locale monastero dei Carmelitani Scalzi recentemente riscoperto, il prelato ebbe una grande influenza sulla sua educazione e sul successivo orientamento spirituale. Il suo desiderio di entrare nel Carmelo fu stimolato dall'esperienza dolorosa della morte del padre all'età di dieci anni.
Entrò nel convento delle Carmelitane Scalze della sua città natale insieme alla sorella Lucia all'età di 21 anni (1626). Poco dopo essere entrata prese il nome di Maria Eletta di San Giovanni, poi mutato in Maria Eletta di Gesù, insieme all'abito religioso. Nel 1629, insieme a consorelle più anziane ed esperte, fu chiamata a fondare un monastero a Vienna, nel quale fu poi eletta priora all'età di 33 anni (1638). Dopo quattordici anni di lavoro qui entrò nelle grazie della famiglia imperiale,su loro incarico fondò un altro monastero a Graz (1643), dove in seguito ricoprì anche la carica di priora. Venne da Graz a Praga il 1 settembre 1656,  con le sue consorelle di Vienna e Graz fondò il monastero locale, non senza incontrare difficoltà dovute alla resistenza di alcuni nobili cittadini.
Fu accolta da una folla entusiasta di praghesi, perché in quel periodo aveva già fama di santità. A Praga , in seguito, incontrò molte difficoltà personali come priora e per il deterioramento della sua salute dovuto alle sue numerose penitenze. Morì l'11 gennaio 1663 all'età di 58 anni, poco prima di aver dato ordine di bruciare il suo diario personale.
Tre anni dopo la sua morte, dopo l'apertura della tomba, il suo corpo fu ritrovato integro e flessibile ed oggi è esposto nel fianco del presbiterio della chiesa di S. Benedetto a Hradčany , attuale sede di attività dei padri Carmelitani Scalzi. Dopo la costruzione della loro nuova residenza a Drasty , alcuni km a nord di Praga, la venerabile madre Maria Eletta di Gesù accompagnerà le consorelle nella loro nuova casa non appena terminati i lavori.. Il processo della sua beatificazione è in corso dal 1924.